# Malwina Kopron
Malwina Kopron (Puławy, 16 de novembro de 1994) é uma atleta do lançamento de martelo polonesa, medalhista olímpica.
Ela ganhou a medalha de bronze no Campeonato Mundial de Atletismo de 2017 em Londres e nos Jogos Olímpicos de Verão de 2020 em Tóquio. Seu recorde pessoal no evento é de 76,85 metros em Taipei (durante a Universíada) em 2017.